# Climacoptera (dier)
Climacoptera is een geslacht van rechtvleugeligen uit de familie sabelsprinkhanen (Tettigoniidae). De wetenschappelijke naam van dit geslacht is voor het eerst geldig gepubliceerd in 1895 door Redtenbacher.

## Soorten
Het geslacht Climacoptera omvat de volgende soorten:
- Climacoptera parallela Walker, 1869
- Climacoptera superba Bolívar, 1900
- Climacoptera venosa Walker, 1869